# 二萜

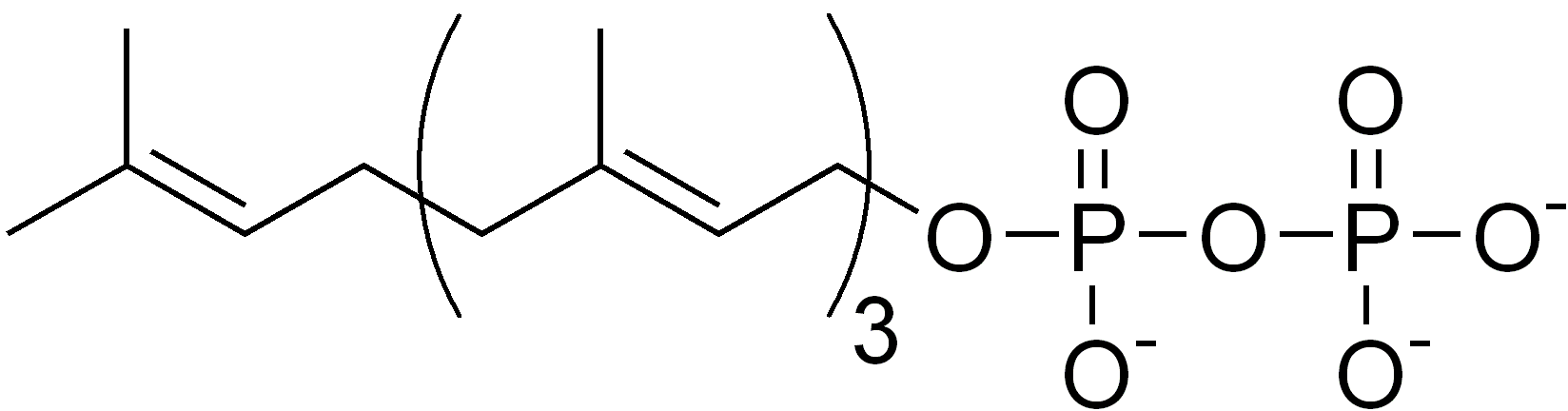
焦磷酸香叶基香叶酯，二萜类生物合成的起始原料

二萜（Diterpene）是由四个异戊二烯单元组成的一类化合物，通常具有分子式C20H32。它们由植物、动物和真菌通过甲羟戊酸途径进行生物合成，主要中间体为香叶基香叶基焦磷酸。二萜类化合物是视黄醇、视黄醛和植醇等重要生物化合物的基础。已知它们具有抗微生物和抗炎作用。  

## 结构

紫杉二烯：三环二萜

与大多数萜烯一样，存在大量可能的二萜结构，这些结构可以根据存在的环的数量进行大致划分。
| 环数 | 例子               |
| ---- | ------------------ |
| 0    | 植烷               |
| 1    | 烟草烯A            |
| 2    | Sclarene、半日花烷 |
| 3    | 松香烷、紫杉烷     |

## 生物合成
二萜是由一个异戊二烯单元加入到 法尼基焦磷酸中生成焦磷酸香叶基香叶酯（GGPP）形成的。 從GGPP作為底物可主要由二萜合成酶和细胞色素P450两类酶來生成结构多样性的二萜。植物和蓝藻可以产生几种二萜类化合物。GGPP也是合成植烷的前体，它是由香叶基香叶基还原酶作用生成的。该化合物用于生育酚的生物合成，植基官能团可用于形成叶绿素 a、泛醌、质体醌和叶绿醌。

## 二萜类
尽管在科学文献中二萜（diterpenes）与二萜类（diterpenoids）这两个术语经常互换使用，二萜的正式定义为碳氢化合物，因此不含杂原子。有官能团的结构应称为二萜类。二萜多种多样，但很少有生物学功能。而二萜类化合物具有丰富的药理作用，包括植醇、咖啡醇、咖啡豆醇、紫杉烯、视黄醇、视黄醛、叶绿醇、维生素A、银杏内酯（ginkolide）、魚針草內酯（ovatodiolide）、防风草酸（anisomelic acid）等重要化合物。

### 紫杉烷类
紫杉烷类是具有紫杉二烯骨架的二萜类。它们由红豆杉属植物（紫杉树）产生，并被广泛用作化疗剂。 

## 其他
- 叶柄月桂（Dodonaea petiolaris）产生二萜ent-3β-乙酰氧基-15,16-环氧基-8(17),13(16),14-三烯-18-油酸（C22H28O6）或其对映体。[6]
- 墨西哥鼠尾草产生一种精神药物Salvinorin A